# Луиза Великобританская (королева Дании)
Луи́за Великобрита́нская (англ. Louise of Great Britain, дат. Louise af Storbritannien; 7 декабря 1724, Лестер-хаус, Лондон — 19 декабря 1751, дворец Кристиансборг, Копенгаген) — младшая дочь короля Великобритании Георга II и Каролины Бранденбург-Ансбахской, супруга короля Дании и Норвегии Фредерика V и мать короля Кристиана VII.

## Биография

### Детство

Герб Луизы как принцессы Великобритании

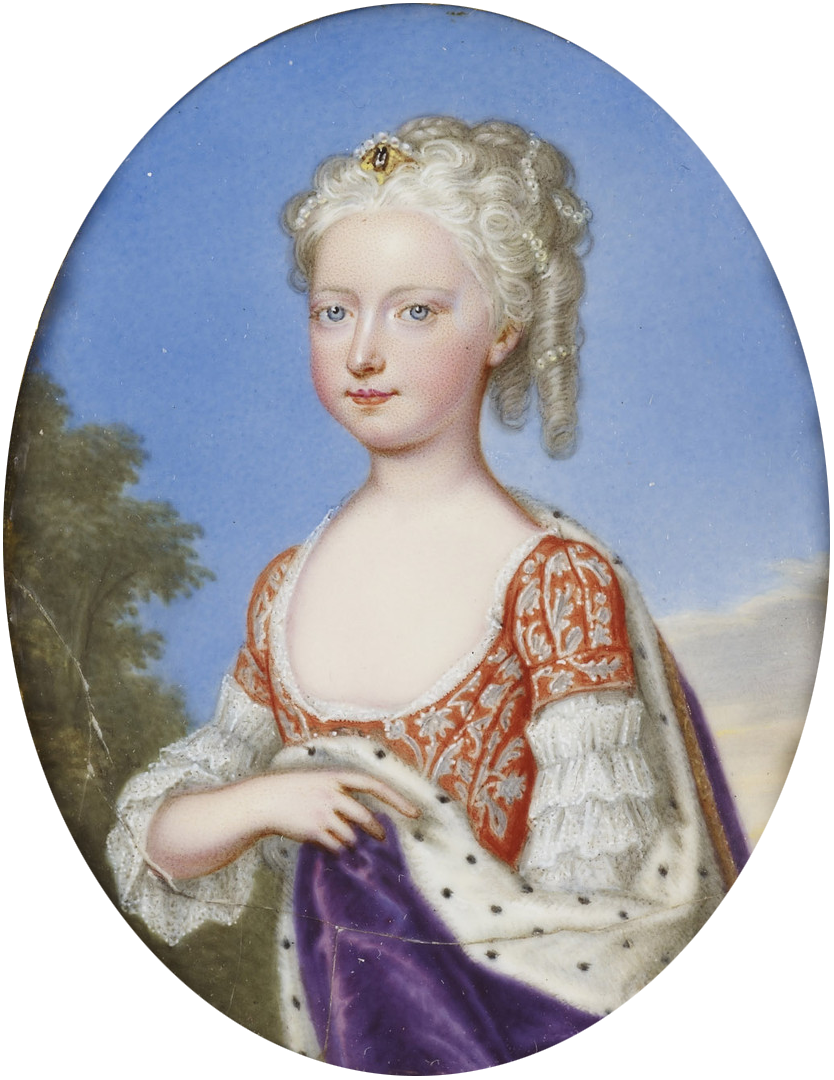
Принцесса Луиза в детстве

Принцесса Луиза родилась 7 декабря 1724 года в Лестер-хаусе, Лондон. Её родителями были принц Георг и принцесса Каролина Уэльские, ставшие в 1727 году королём и королевой Великобритании, Ирландии и Ганновера. Со стороны отца она была внучкой короля Георга I, и Софии Доротеи Брауншвейг-Целльской, со стороны матери — Иоганна Фридриха, маркграфа Бранденбург-Ансбахского, и его второй жены принцессы Элеоноры Саксен-Эйзенахской. Она стала самым младшим ребёнком в семье, у неё было два выживших брата и три сестры. Крещена в Лестер-хаусе 22 декабря 1724 года. Крёстными родителями принцессы стали её старшая сестра Амалия, и двоюродные брат и сестра: принцесса Луиза Ульрика Прусская и наследный принц прусский Фридрих, будущий король Фридрих II Великий. 1 июля 1727 года умер дед Луизы, король Георг I. Трон унаследовал Георг II. Таким образом, семья переехала в королевскую резиденцию Лондона Сент-Джеймсский дворец, где выросла Луиза.

### Брак

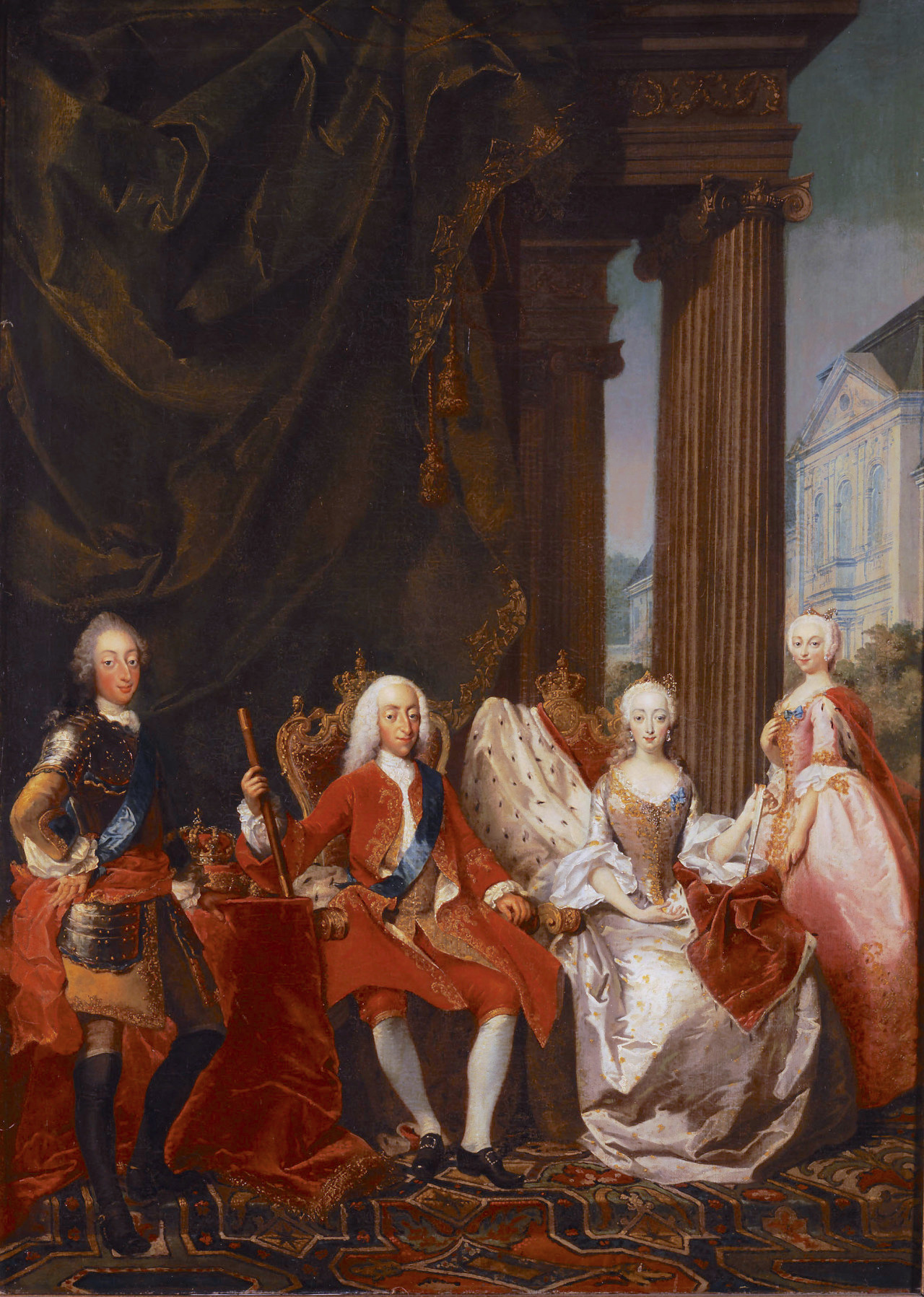
Фредерик (первый слева) и Луиза Великобританская (последняя справа) вместе с королём и королевой на портрете кисти Туше, Карл Маркус, 1744

Из династических соображений Луиза вышла замуж в 1743 г. за наследного принца Датского и Норвежского Фредерика. Он был единственным сыном короля Кристиана VI и Софии Магдалены Бранденбург-Кульмбахской. Заключение брачного союза было предложено Великобританией. На момент заключения брака, и Великобритания, и Франция пытались заключить союз с Данией. С другой стороны, датский король Кристиан VI наделся, что брак с британской принцессой приведет к поддержке Великобритании в претензиях короля на престол Швеции. 
Первая церемония была проведена 10 ноября 1743 года в Ганновере с братом невесты, герцогом Камберлендским, который представлял жениха. После этого представители Луизы и Фредерика встретились в немецком городе Альтона, где уже вместе отправились в Копенгаген. 11 декабря 1743 года был проведён официальный въезд в столицу жены наследного принца. в тот же день состоялась вторая церемония свадьбы в церкви дворца Кристиансборг.

### Кронпринцесса

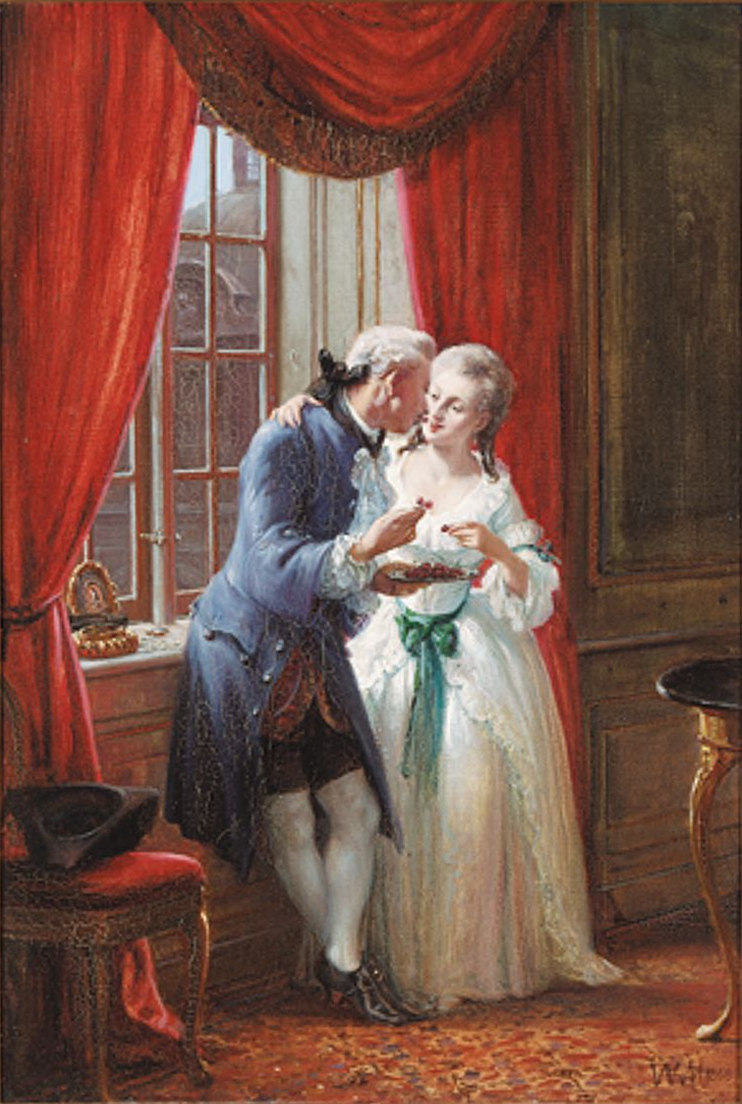
Вильгельм Марстранд: Кронпринц и кронпринцесса в своих апартаментах во дворце Шарлоттенборг. Историческая живопись, 1868 г.

После свадьбы супруги жили сначала во дворце Шарлоттенборг — одна из резиденций датской королевской фамилии, расположенный у Kongens Nytorv (Новый королевский рынок) в Копенгагене. В 1745 году они переехали в Княжеский дворец, у Фредериксхольмского канала рядом с дворцом Кристиансборг — главной резиденцией датской монархии в Копенгагене.
В браке родилось пятеро детей, и лишь старший сын, принц Кристиан, умер в раннем детстве. Несмотря на то, что брак был династическим, супруги хорошо ладили, первые годы их брака были счастливыми. Однако, будущий король продолжал иметь любовные связи на стороне, о чём Луиза знала. Фредерик относился к супруге с добротой, но, по записям очевидцев, никогда не был в неё влюблён и продолжал иметь любовниц после заключения союза. Луиза стала популярной в народе, нравилась она и королю Кристиану VI.

### Королева
6 августа 1746 года король Кристиан скончался, передав оба свои престола Фредерику, что сделало Луизу королевой Дании и Норвегии. Королевская чета была популярна в народе, особенно королева. Коронация нового короля и его королевы состоялась 4 сентября 1747 года в замковой церкви в замке Фредериксборг.
Она интересовалась музыкой, танцами и театром, сделала королевский двор более  открытым для народа и менее религиозным, как это было при короле Кристиане. Луиза легко находила общий язык с простыми людьми, интересовалась их проблемами. В 1747 году, под патронажем королевы Луизы в Королевском театре ставили оперы и балеты под руководством известного итальянского импресарио Пьетро Минготти. В театре выступали австрийский композитор Кристоф Глюк и итальянский композитор и дирижёр Джузеппе Сарти. В следующем году Копенгаген принимал французскую театральную труппу Дю Лондель, ставившая на сцене драматические спектакли. Они гастролировали в Дании вплоть до 1753 года, выступая также в Норвегии.
Переехав в Данию, Луиза стала учить датский язык, на котором говорила и со своими детьми. Это высоко ценилось окружением Луизы, которое в основном говорило на немецком языке. Королева изучала язык под руководством Эрика Понтоппидана, она нанимала учителей датского языка для своих детей. Королеву Луизу описывали образованной женщиной, умеющей поддержать любой разговор, не слишком красивой, но очень достойной для своей роли королевы. Шведский дипломат в Дании описал Луизу следующим образом: «Она может общаться на любые темы, причём на нескольких языках. Королева любит танцевать и хорошо это делает, у неё прекрасный характер, она набожна и, вообще, обладает достойными человеческими качествами. Удовольствие королева находит в музыке и чтении литературы, она хорошо играет на клавикорде и учит петь своих дочерей».
Королева Луиза выступала решительно против брака своей дочери Софии Магдалены с наследным принцем Швеции в 1751 году. Причиной тому была неприязнь королевы Швеции Луизы Ульрики Прусской к Дании. В том же году королева Луиза умерла от осложнений после выкидыша, 19 декабря 1751 года во дворец Кристиансборг после 14 лет брака. Похоронили королеву с большими почестями в усыпальнице датских королей в соборе Роскилле. Дети четы остались на попечении сестры Луизы Марии и бабушки Софии Магдалены. В следующем году король Фредерик заключил второй брак с принцессой Юлианой Марией Брауншвейг-Вольфенбюттельской, родившей ему сына.
В память о королеве Луизе Фридрих Готлиб Клопшток написал в 1752 году «Оду к королеве Луизе».

## Дети
От брака с Фредериком V, королём Дании и Норвегии родилось пятеро детей:
- принц Кристиан (1745—1747) — умер в раннем детстве;
- принцесса София Магдалена (1746—1813) — вышла замуж за короля Швеции Густава III, имели двух сыновей
- принцесса Вильгельмина Каролина (1747—1820) — вышла замуж за своего двоюродного брата Вильгельма I, курфюрста Гессенского и графа Ганау, имели четверых детей;
- принц Кристиан (1749—1808) — с 1766 года король Дании и Норвегии, был женат на своей двоюродной сестре Каролине Матильде Великобританской, имели сына и дочь;
- принцесса Луиза (1750—1831) — вышла замуж за принца Карла Гессен-Кассельского, с 1805 года носил титул ландграфа Гессен-Касселя, имели шестерых детей.

|                                                                                        |  |  |  |
| Дети Луизы, слева направо: София Магдалена, Вильгельмина Каролина, Кристиан VII, Луиза |  |  |  |